# Paul Tanui
Paul Kipng'etich Tanui (Nakuru, Kenija, 22. prosinca, 1990.)  kenijski je dugoprugaš koji trči na 10 000 metara. 
Osvajač je srebrne medalje na 10 000 na s OI 2016., te 3 brončane medalje sa svjetskih prvenstava.

## Osobni rekordi
| Događaj     | Vrijeme (m:s) | Mjesto                      | Datum              |
| ----------- | ------------- | --------------------------- | ------------------ |
| 1500 m      | 3:43,97       | Fukuoka, Japan              | 3. svibnja 2010.   |
| 3000 m      | 7:46,61       | Pariz, Francuska            | 27. kolovoza 2016. |
| 2 milje     | 8:28,60       | Palo Alto, Kalifornija, SAD | 30. lipnja 2019.   |
| 5000 m      | 12:58,69      | Rim, Italija                | 4. lipnja 2015.    |
| 10.000 m    | 26:49,41      | Eugene, Oregon, SAD         | 30. svibnja 2014.  |
| Polumaraton | 1:02,48       | Lisabon, Portugal           | 16. ožujka 2014.   |

- Svi podaci u tablici[1]